# Dioclea hexandra
Dioclea hexandra là một loài thực vật có hoa trong họ Đậu. Loài này được (Ralph) Mabb. miêu tả khoa học đầu tiên.